# 동백중앙로
동백중앙로는 경기도 용인시 기흥구 동백동을 가로지르는 4.2km의 도로이다. 도로명은 동백동에서 유래하였다.

## 노선
| 이름                     | 접속 노선        | 소재지               | 비고 |
| ------------------------ | ---------------- | -------------------- | ---- |
| (이름 없음)              | 동백죽전대로     | 용인시 기흥구 동백동 |      |
| 지역난방공사입구삼거리   | 동백중앙로16번길 | 용인시 기흥구 동백동 |      |
| 동백사랑의교회삼거리     | 동백중앙로       | 용인시 기흥구 동백동 |      |
| 초당어린이집사거리       | 동백1로          | 용인시 기흥구 동백동 |      |
| 대원칸타빌사거리         | 동백2로          | 용인시 기흥구 동백동 |      |
| 성산마을서해그랑블사거리 | 동백3로          | 용인시 기흥구 동백동 |      |
| 금호어울림사거리         | 동백4로          | 용인시 기흥구 동백동 |      |
| 동백쥬네브주유소사거리   | 동백5로          | 용인시 기흥구 동백동 |      |
| 동백119안전센터사거리    | 동백6로          | 용인시 기흥구 동백동 |      |
| 동백초교사거리           | 동백평촌로       | 용인시 기흥구 동백동 |      |
| 동백고교사거리           | 동백7로          | 용인시 기흥구 동백동 |      |
| 동백중학교사거리         | 동백8로          | 용인시 기흥구 동백동 |      |
| 동백북단교차로입구삼거리 | 향린1로          | 용인시 기흥구 동백동 |      |
| 동백북단교차로           | 석성로           | 용인시 기흥구 동백동 |      |